# Malhação (6.ª temporada)
A sexta temporada da série de televisão brasileira Malhação, foi produzida e exibida pela TV Globo de 18 de outubro de 1999 a 7 de abril de 2000, em 124 capítulos.
Escrita por Emanuel Jacobina, com colaboração de Maria Elisa Berredo, Patrícia Moretzsohn, Cláudio Torres Gonzaga e Ricardo Hofstetter, contou com a supervisão de texto de Jacobina. A direção foi de Flávio Colatrello Jr., Edson Spinello e Ricardo Waddington (também diretor de núcleo).
Conta com as atuações de Lilia Cabral, Paulo Gorgulho, Maria Padilha, Nuno Leal Maia, Licurgo Spinola, Mário Frias, Priscila Fantin e Roger Gobeth. Esta é a primeira temporada de Malhação a ter a canção "Te Levar", de Charlie Brown Jr., como tema.

## Enredo
A antiga academia de ginástica deu lugar a uma filial do colégio de ensino médio Múltipla Escolha de propriedade do Professor Pasqualete (Nuno Leal Maia). Agora Malhação é Múltipla Escolha...
O núcleo da família Almeida, recém chegados na cidade, é composto pelo casal Rubem (Paulo Gorgulho) e Claúdia (Lília Cabral), a empregada Maria (Sílvia Poggetti), os filhos Marquinhos (Daniel de Oliveira) e Tatiana (Priscila Fantin) e a tia Alberta (Maria Padilha). Os dois adolescentes vão estudar no Múltipla Escolha. Primeiro dia de aula, na entrada do colégio, Tati conhece Rodrigo (Mário Frias), um rapaz que a ajuda com a bicicleta. No final das aulas, Tati reencontra o rapaz no clube, ele é capitão do time de polo aquático e aluno do terceiro ano, os dois tem o sentimento de que já se conheceram de algum lugar, nele Tati dá o primeiro beijo, e no momento fica sabendo da infidelidade do pai, abalada ela vai embora sem saber o nome do rapaz.
No segundo dia de aula, Tati reencontra a amiga de infância que também estuda no Múltipla Escolha, Érica (Samara Felippo) é uma garota liberada, o oposto de Tatiana que é romântica e sonha com o homem certo. Durante o intervalo das aulas, Erika apresenta para Tatiana seu namorado, o Rodrigo, que é justamente o rapaz por quem Tati está interessada. A relação de Rodrigo e Érica não é levada a sério por ele, mas Tati sente-se culpada já que a amiga gosta dele e decide abrir mão do cara.
Tati se aproxima de Touro (Roger Gobeth), o melhor amigo de Rodrigo, que começa a admirá-la. Érica transa com o Rodrigo para prendê-lo de vez. Tatiana revela para Érica que beijou Rodrigo no primeiro dia de aula. Erika fica furiosa, dando um tapa na cara de Tati.
Depois de muita relutância Tati e Rodrigo assumem o namoro, Érica por sua vez finge aceitar o romance da amiga com o ex, mantendo uma aparente amizade, com intenção de armar inúmeras intrigas. Além disso os melhores amigos Touro e Rodrigo se desentendem por gostarem da Tati, Este é o ponto principal que vai se estender por toda a trama.
A temporada abordou assuntos como imprudência no trânsito, miséria, drogas, racismo, relação sexual, crises financeiras, insegurança, gravidez na adolescência, aborto, casamento e a era digital da época.

## Elenco
| Intérprete         | Personagem                                           |
| ------------------ | ---------------------------------------------------- |
| Priscila Fantin    | Tatiana Almeida (Tati)                               |
| Mário Frias        | Rodrigo Chaves                                       |
| Samara Felippo     | Érica Schmidt                                        |
| Roger Gobeth       | Alfredo Fernandes (Touro)                            |
| Daniel de Oliveira | Marcos Almeida (Marquinhos)                          |
| Natália Lage       | Marina Granato Ferreira                              |
| Fernanda Souza     | Maria Heloísa Pereira Vieira de Moura e Souza (Helô) |
| Robson Nunes       | Sávio Santos                                         |
| Giselle Policarpo  | Eduarda Quaresma (Duda)                              |
| Márcio Kieling     | Bernardo Crisântemo (Perereca)                       |
| Carolina Abranches | Maria Lúcia Buendía (Marilú)                         |
| Lilia Cabral       | Claudia Almeida                                      |
| Paulo Gorgulho     | Rubem Almeida                                        |
| Maria Padilha      | Alberta Gonzaga                                      |
| Giovanna Antonelli | Profª. Isabel Pasqualete (Isa)                       |
| Licurgo Spínola    | Prof. Vitor Maia                                     |
| Fernando Pavão     | Prof. Gustavo Leal (Guto)                            |
| Nuno Leal Maia     | Prof. Paulo Pasqualete                               |
| Felipe Camargo     | Prof. Humberto (Beto)                                |
| Paula Newlands     | Profª. Rosa                                          |
| André Marques      | Alexandre Ferreira (Mocotó)                          |
| Paulo Pompéia      | Irandir Santos (Seu Santos)                          |
| Sílvia Poggetti    | Maria Maravilha                                      |
| Camila Farias      | Carolina Maia                                        |

### Participações especiais
| Intérprete        | Personagem            |
| ----------------- | --------------------- |
| Lúcia Alves       | Luzia                 |
| Mônica Torres     | Valquíria Castro      |
| Eloísa Mafalda    | Antônia Castro        |
| Milton Gonçalves  | Leal Calabar          |
| Raul Gazola       | Ricardão              |
| Bruno Padilha     | Detetive André Falcão |
| Geovanna Tominaga | Letícia               |
| Othon Bastos      | João (Calota)         |
| Ilva Niño         | Yolanda               |
| Renato Scarpin    | Dr. Armando           |
| Cosme dos Santos  | Dr. Brochete          |
| Petrônio Gontijo  | Padre Alexandre       |
| Nizo Neto         | Delegado Penalva      |
| Alexandre Zacchia | Carlão                |
| Karine Teles      | Karen                 |
| Mateus Rocha      | Papa-Léguas           |
| Fábio Saback      | Ruan Batista          |
| Lúcio Andrey      | Gilson                |
| Miguel Oniga      | Prof. Limar           |
| Adriano Siri      | Prof. Will            |
| Rosana Stávis     | Dona Ondina           |
| Cora Zobaran      | Profª. Dolores        |
| Tito Júnior       | Aderbal               |
| Cauã Reymond      | Modelo no desfile     |
| Polly Marinho     | Aluna (figuração)     |

## Produção
O tema de abertura da telenovela é "Te Levar", interpretada pela banda então novata Charlie Brown Jr; esta canção foi utilizada até a metade da décima terceira temporada da trama, sendo o tema mais usado. Nenhuma trilha sonora foi lançada pela Som Livre. No entanto, as músicas usadas ao longo do folhetim foram disponibilizadas na página oficial da telenovela até 2006, ano em que se iniciaram as constantes mudanças nas tramas seguintes. O folhetim foi bem aprovado pela mídia, descrita por alguns como "uma novela essencial para adolescentes" — embora alguns jornalistas e críticos de televisão notaram que os temas abordados na trama eram fortes demais para o horário.
Para divulgar o projeto, a TV Globo licenciou cerca de quinhentos produtos com o tema da temporada, incluindo camisetas, pulseiras, relógios, cartões e discos promocionais. Tornou-se a primeira temporada de Malhação com o colégio Múltipla Escolha como tema central a ser bem sucedida em termos de audiência, atingindo cerca de 20-30 pontos, segundo o Instituto Brasileiro de Opinião Pública e Estatística (IBOPE).[carece de fontes?]

## Exibição
Foi exibida na íntegra pelo canal Viva de 19 de maio a 9 de novembro de 2010, sendo substituída pela 7.ª temporada. Foi a primeira temporada do seriado a ser reprisada no canal.
Foi novamente exibida na íntegra de 13 de dezembro 2023 a 08 de março de 2024, agora no canal Malhação Fast, dentro da plataforma de streaming Globoplay, com dois capítulos exibidos por dia.

### Outras Mídias
Em 20 de maio de 2024, foi disponibilizada na íntegra pelo Globoplay, como parte do Projeto Resgate.

## Trilha sonora
Não foi lançado comercialmente nenhuma trilha sonora desta temporada, porém as canções foram disponibilizadas posteriormente no site da novela.
Nacional
- "Te Levar" - Charlie Brown Jr. (tema de Abertura)
- "A Estrada" - Cidade Negra - (Tema Geral)
- "Depois" - Pato Fu (Tema Geral)
- "Mandrake e os Cubanos" - Skank (tema do núcleo Jovem)
- "Verbos Sujeitos" - Zélia Duncan
- "Mulher de Fases" - Raimundos (Tema Geral)
- "Quando o Sol bater na Janela do teu Quarto" - Legião Urbana (Tema Geral)
- "Próprias Mentiras" - Deborah Blando (tema de Érika)
- "Holliday" - Penélope Tema de Marina)
- "Brigas" - Tânia Alves (tema de Cláudia e Rubem)
- "Nada a Declarar" - Ultraje a Rigor (tema do núcleo Jovem)
- "Sem Dizer Adeus" - Paulinho Moska
- "Bem Devagar" - Caetano Veloso
- "O Segundo Sol" - Cássia Eller (Tema Geral)

Internacional
- "Scar Tissue" - Red Hot Chili Peppers (tema de Tati e Rodrigo)
- "Go" - Indigo Girls (Tema Geral)
- "Only When I Sleep" - The Corrs (tema de Marina e Marquinhos)
- "The Animal Song" - Savage Garden
- "Down So Long" - Jewel (Tema de Tati)
- "Never Should Have Bothered you" - Shock Poets (Tema Geral)
- "Hundreds Of Languages" - Gang Gajang
- "Fly Away" - Lenny Kravitz (Tema Geral)
- "Learn to Fly" - Foo Fighters
- "Sometimes"- Britney Spears
- "Hands" - Jewel (Tema de Tati)
- "All Star" - Smash Mouth (Tema de Touro)
- "Wonderwall" - Oasis (Tema Geral)
- "Everybody Get Up" - Five (Tema Geral)
- "It's All Been Done" - Barenaked Ladies
- "I Want To You Need Me" - Celine Dion